# Anoba hamifera
Anoba hamifera là một loài bướm đêm trong họ Erebidae.